# Zampern

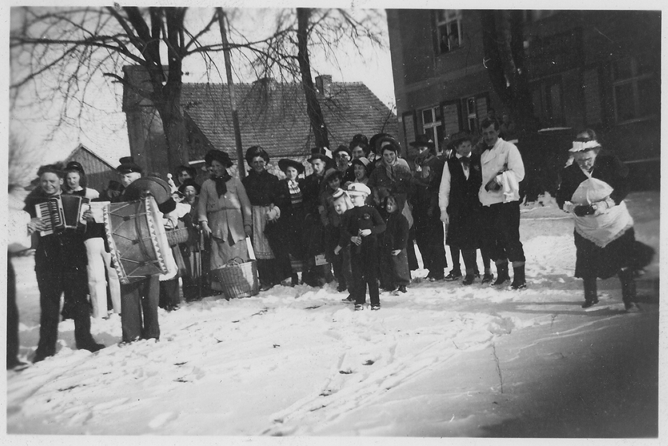
Zampern in Klein Schauen (1955)

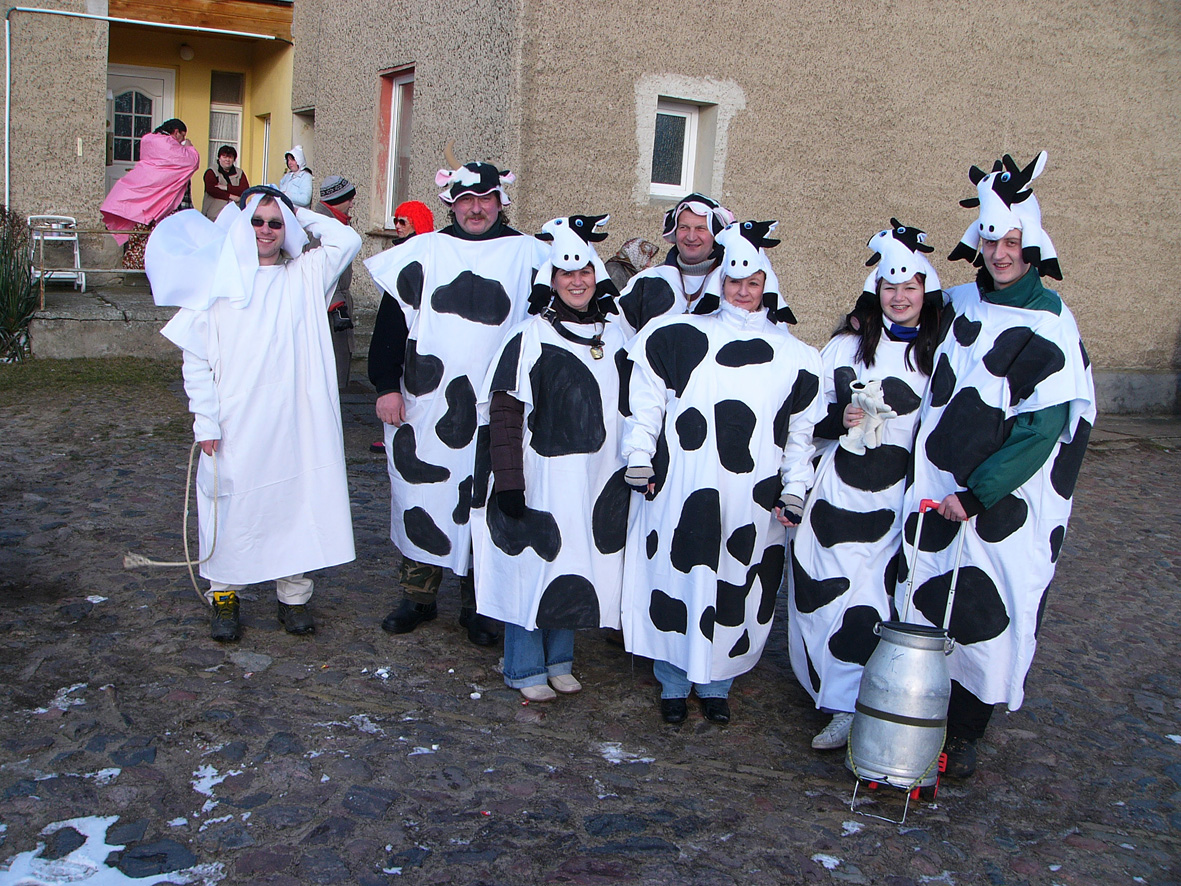
Zampern in Klein Schauen (2009)

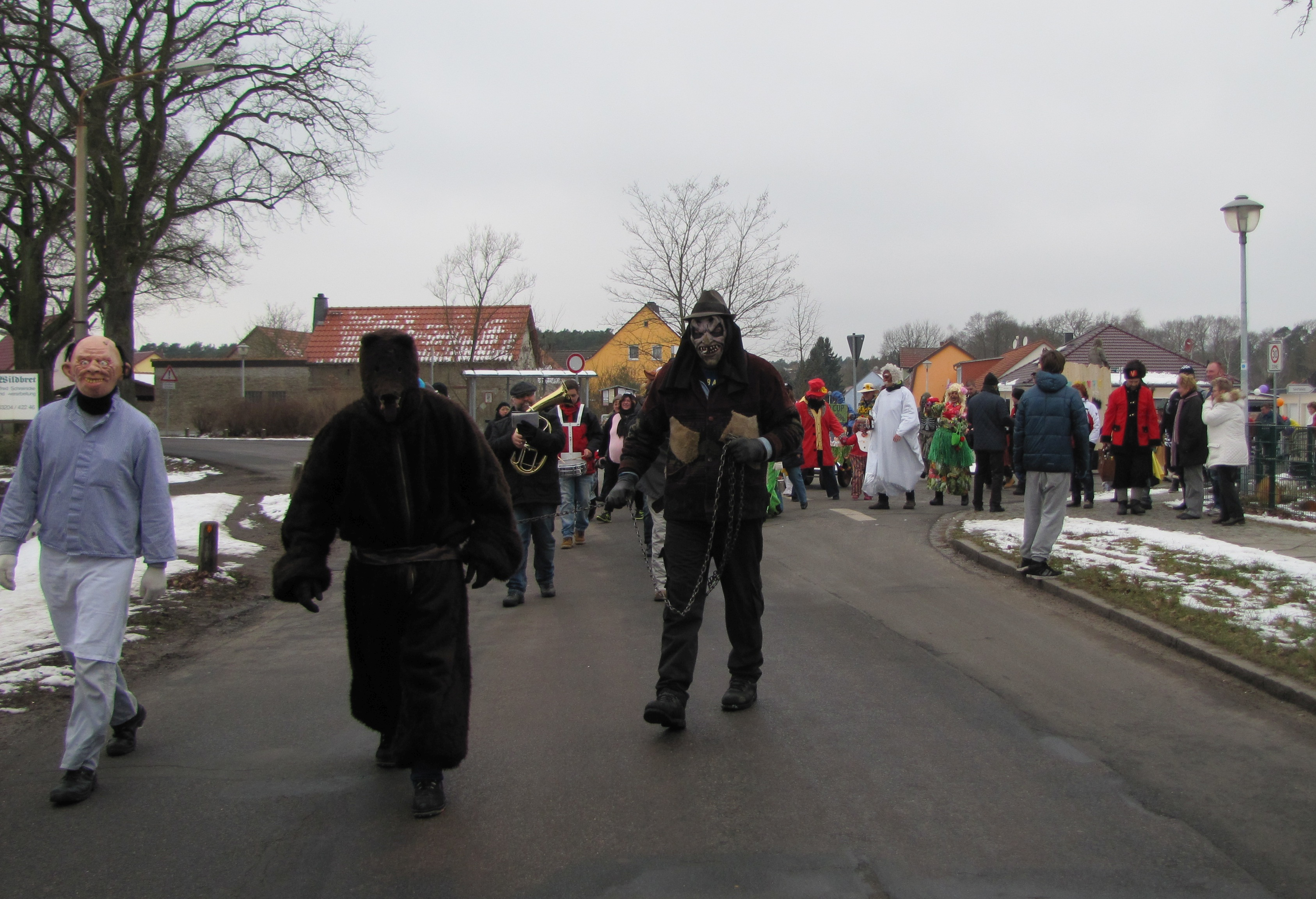
Fastnachtsumzug (Zempern) in Stücken (Februar 2015), im Vordergrund „Bär“ und „Bärenführer“

Sorbische Volksbräuche: Zampern, DDR-Briefmarke von 1982

Das Zampern (auch Zemper, Zempern oder Heischegang genannt) ist eine alte sorbische Tradition in zahlreichen Dörfern der Lausitz, aber auch in der Zauche und im Fläming. Entstanden ist das heutige Fest, das jährlich vor der Fastnachtszeit stattfindet, aus vorchristlichen Glaubensformen, Fruchtbarkeitszauber, Begrüßungs- und Vertreibungszauber. Das Maskieren und Verkleiden, das Lärmen und Musizieren sowie das Schlagen mit Lebensruten (Weiden- und Birken-Ruten) sollten böse Geister, Gespenster und Dämonen vertreiben.

## Brauchtum und Geschichte
Vertreiben soll das Zampern auch den Winter sowie den Frühling empfangen. Lustige Gesellen in bunten Kostümen und zum Teil gruseligen Masken ziehen durch die Dörfer, rasseln und trompeten den Winter weg, klopfen an jede Tür und erheischen bei den Dorfbewohnern Zutaten für das „Zampernessen“, regional auch „Kreschke“ genannt, welches teilweise am gleichen Tag, manchmal am darauf folgenden Wochenende stattfindet. Dieser Festschmaus (das „Verprassen“ von Speck, Eiern und Spirituosen) findet teilweise in den Dorfgaststätten, aber auch bei Dorfbewohnern oder in der Dorfschmiede statt.
War es früher vor allem die Dorfjugend, die durch die Straßen zog, sind mittlerweile auch Erwachsene innerhalb der Zampergesellschaften zu finden. Auch die Kostüme haben sich im Laufe der Zeit gewandelt. Dominierten früher alte Vermummungen und Masken, so z. B. 
- der Schimmelreiter
- der Erbsstrohbär (eine frühlingverkörpernde Tiermaske)
- die „doppelte Person“, von der man sagt, „der Tote trägt den Lebenden“ (eine Gesichtsmaske vorn und auf dem Hinterkopf)
- der Storch als Symbol des beginnenden Frühlings
- der Bär als Symbol des abziehenden Winters

sind hier heute der Phantasie keine Grenzen mehr gesetzt. Oft ist sogar ein Angleichen an Halloween nicht ganz von der Hand zu weisen.
Im Vers „Lausitzer Jahrweiser“ heißt es:
Das Jahr hebt seinen langen Schnabel
überm Fastnachtsdorf.
Geöffnet ist das Buch der Fabel:
Der Erbsstrohbär, den Pelz voll Winterschorf,
tanzt ins Licht,
der Tote trägt den Lebenden
und spürt noch kein Gewicht.
Die Nehmenden sind auch die Gebenden,
das Rätsel spricht.
Die erbetenen Gaben sind Speck, Zwiebeln und Eier, aber auch Wein und Hochprozentiges. Bargeld ist ebenfalls gerne gesehen. Die Beschenkten und ihre Kapelle geben ein (manchmal derbes) Ständchen auf Blasinstrumenten, Mundharmonika und Schifferklavier, mancherorts auch auf einer Teufelsgeige. Nach dem gemeinsamen Leeren eines Gläschens mit dem Hausbesitzer und einem Tänzchen mit dessen Frau zieht die Gesellschaft weiter zum nächsten Haus.
Auch ist es nicht unüblich, an den Ortseingängen Passierscheine für Fußgänger und Autofahrer auszustellen, die natürlich bezahlt werden müssen. Teilweise uniformieren sich die „Wegelagerer“ in Uniformen der ehemaligen DDR-Volkspolizei.